# Sławęcin (powiat szczecinecki)
Sławęcin (niem. Lorkenheide) – nieistniejąca osada w Polsce, położona w województwie zachodniopomorskim, w powiecie szczecineckim, w gminie Szczecinek.
Miejscowość nie jest wymieniona w statutach sołectw.
W 1910 folwark przypisany administracyjnie do miejscowości Trzebiechowo i zamieszkany przez 17 osób. W 1932 w zakresie właściwości urzędu stanu cywilnego i parafii ewangelickiej w Kusowie.